# Souchka

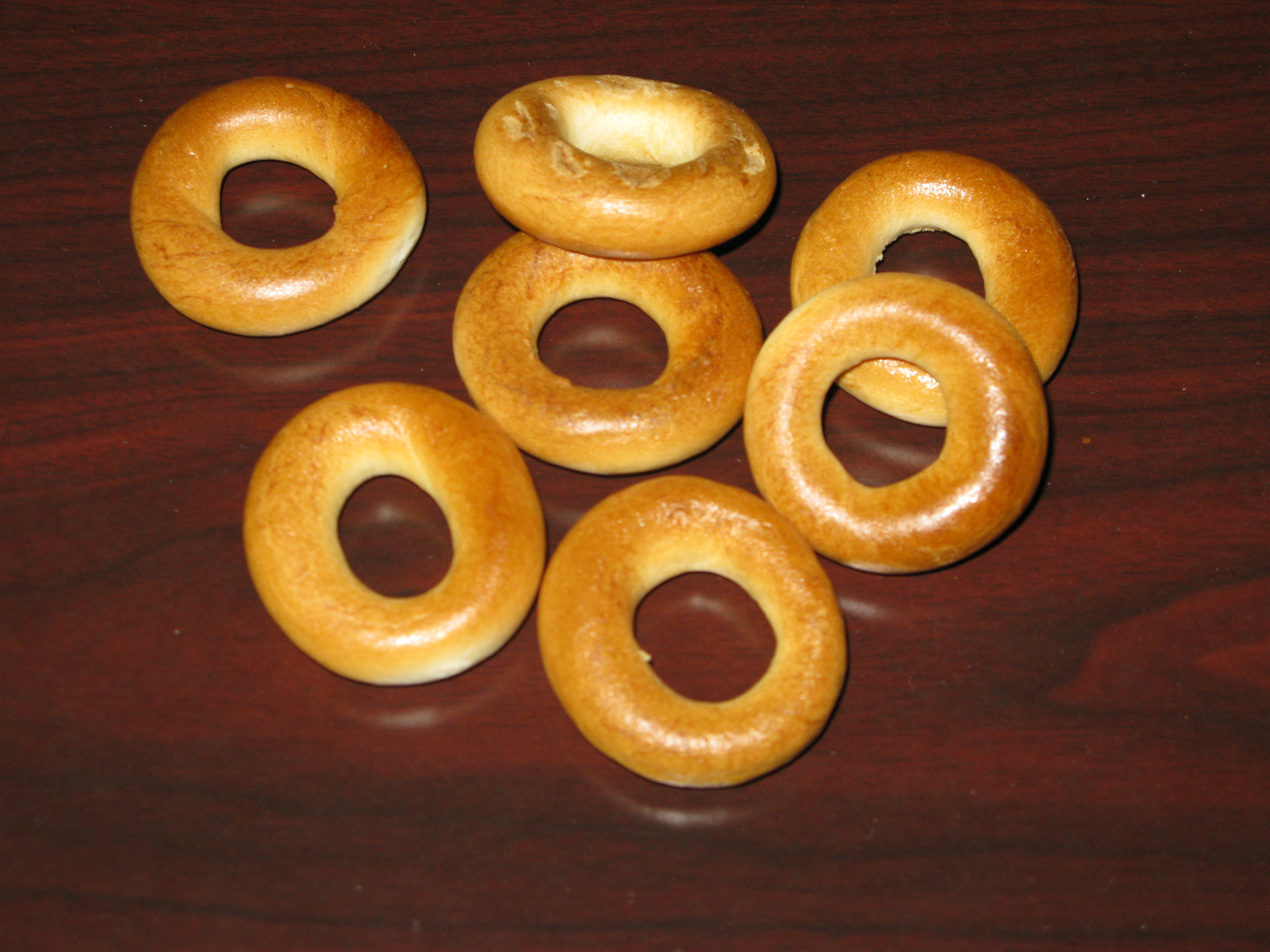
Des souchki.

Le souchka (en russe : сушка) est un gâteau sec traditionnel russe servi avec le thé. En forme d'anneau il est petit et croquant. Il peut être rapproché du boublik, du bagel et des baranki. Il est trouvable dans les marchés russes.  
Il est fabriqué avec de la farine, des œufs, de l'eau et du sel, pour donner une pâte ferme. La pâte est ensuite coupée et roulée en bandes minces d'environ cinq millimètres d'épaisseur, bouillie avec de l'eau sucrée et cuite au four. Il est parfois saupoudré de graines de pavot.